# Союз промышленников и предпринимателей Туркменистана
Союз промышленников и предпринимателей Туркменистана (СППТ) (туркм. Türkmenistanyň senagatçylar we telekeçiler birleşmesi) является общественной организацией, объединяющей промышленников и предпринимателей, осуществляющих предпринимательскую деятельность на основе частной формы собственности, призванной выражать и защищать права и законные интересы своих членов, содействовать развитию предпринимательства в Туркменистане. Основана в марте 2008 года в Ашхабаде.

## История
Союз промышленников и предпринимателей Туркменистана был создан в 2008 году и его председателем стал Александр Дадаев.
В 2011 году был построен бизнес-центр, стоимостью 85 млн. манат, в котором разместились офисы компаний членов Союза промышленников и предпринимателей Туркменистана. В 15-этажном здании расположились административные помещения СППТ, помещения Акционерного коммерческого банка «Рысгал», редакция газеты «Рысгал», Школа предпринимательства, а также офисы компаний.
20 марта 2012 года «В целях обеспечения устойчивого, ускоренного развития национальной экономики в эпоху могущества и счастья, дальнейшего развития в стране предпринимательства, а также оказания широкой государственной поддержки предпринимателям в успешном решении задач, поставленных в Государственной программе по поддержке малого и среднего предпринимательства в Туркменистане на 2011-2015 годы», президент Туркменистана Гурбангулы Бердымухамедов подписал Постановление, разрешив Центральному банку Туркменистана за счёт государственных ресурсов выделить СППТ финансовые средства в размере 30 миллионов долларов США.
В августе 2012 года Союзом была создана вторая политическая партия в стране - Партия промышленников и предпринимателей Туркменистана.